# Psicoterapia
Secondo la definizione dell'American Psychological Association, la Psicoterapia è "qualsiasi servizio psicologico fornito da un professionista formato che utilizza principalmente forme di comunicazione e interazione per valutare, diagnosticare e trattare reazioni emotive disfunzionali, modi di pensare e schemi comportamentali. [...] Lo psicoterapeuta è una persona che è stata professionalmente formata e abilitata a trattare disturbi mentali, emotivi e comportamentali con mezzi psicologici".
In Italia, diversamente dal contesto statunitense — dove il termine psicoterapia è utilizzato come definizione ombrello per qualsiasi intervento psicologico basato sulla comunicazione interpersonale —, esso designa un’attività specifica riservata a professionisti abilitati. 
La Legge 18 febbraio 1989, n. 56 (legge Ossicini), che regola l’accesso e l’abilitazione all’esercizio dell’attività psicologica e psicoterapeutica, agli articoli 1 e 3 indica, tra i servizi psicologici offerti da professionisti abilitati: la diagnosi, l’abilitazione e la riabilitazione, il sostegno psicologico e la psicoterapia, specificando che solo quest’ultima può essere esercitata esclusivamente da psicologi (o medici) che abbiano completato una formazione specialistica almeno quadriennale presso scuole di specializzazione universitarie o riconosciute dal Ministero dell’Istruzione, dell’Università e della Ricerca (MIUR), ma non fornisce una definizione univoca del termine psicoterapia, dei suoi contenuti, delle metodologie o dell’ambito di applicazione teorico-clinico.
L’assenza di una definizione esplicita lascia spazio ad ambiguità interpretative, che si riflettono sia nel dibattito scientifico sia nella prassi clinica. In quest’ultima, infatti, il termine psicoterapia può assumere significati non sempre univoci, includendo talvolta altri interventi di natura psicologica o riconducibili più in generale alla relazione d’aiuto, che richiedono titoli e autorizzazioni differenti.
Infatti, secondo il Testo Unico della Tariffa Professionale degli Psicologi, redatto dal Consiglio Nazionale dell’Ordine degli Psicologi, tra le 55 tipologie di prestazioni psicologiche elencate solo tre sono esplicitamente classificate come psicoterapia: individuale, di coppia o familiare, e di gruppo.

## Etimologia
Etimologicamente la parola psicoterapia - "cura dell'anima" - riconduce alle terapie della psiche realizzate con strumenti psicologici quali il colloquio, l'analisi interiore, il confronto, la relazione ecc., nella finalità del cambiamento dei processi psicologici dai quali dipende il malessere o lo stile di vita inadeguato, e connotati spesso da sintomi come ansia, depressione, fobie ecc. A tal fine la psicoterapia si avvale di tecniche applicative della psicologia, dalle quali prende specificazione nei suoi svariati orientamenti teorici: psicoterapia psicodinamica, psicoterapia cognitivo-comportamentale, psicoterapia cognitiva post-razionalista, psicoterapia adleriana, psicoterapia ericksoniana, psicoterapia sistemica, psicosintesi, psicoterapia umanistica, psicoterapia con la procedura immaginativa, ecc.

## Orientamenti teorici
Esistono numerose definizioni di psicoterapia pertinenti a teorie della mente e modelli d'intervento diversi, spesso su basi epistemologiche differenti.
Numerose sono anche le pratiche e le tecniche psicoterapeutiche legate ai diversi indirizzi teorici: psicoanalitico/psicodinamico, sistemico-relazionale, cognitivo-comportamentale, fenomenologico-esistenziale, eccetera, ciascuno dei quali, dal comune fondamento epistemologico, si è differenziato in scuole e metodologie diverse.

### Scuola psicoanalitica (o psicodinamica)
Per gli psicologi con specializzazione in psicoterapia ad indirizzo psicodinamico, di cui la tradizione classica è quella di approccio psicoanalitico, il sintomo manifestato dal paziente è la conseguenza di un conflitto inconscio tra alcune componenti dell'endopsichismo, o può essere attribuibile a problemi strutturali nello sviluppo di alcuni assetti psichici interni nel corso dello sviluppo psicologico ("teorie del conflitto" vs. "teorie strutturali").
Per poter "sopravvivere" emotivamente ad avvenimenti che non sa gestire, l'individuo sviluppa delle difese di tipo psicologico (ad esempio la rimozione); l'evento problematico o "traumatico" viene così reso parzialmente gestibile, ma permane nel sistema psichico come conflitto inconscio: il sintomo rappresenta quindi l'espressione esplicita di tale conflitto.
All'interno dell'approccio psicoanalitico (detto anche "psicodinamico"), esistono differenti sottoscuole di pensiero, con differenti "teorie della clinica": tra le principali, si devono citare quelle psicoanalitiche classiche, quelle psicoanalitico-relazionali, quelle psicoanalitico-intersoggettive; tra quelle derivate dal filone principale della psicoanalisi freudiana e post-freudiana, sono di rilievo inoltre la psicologico-analitica junghiana, la psicanalisi lacaniana e la psicologia individuale adleriana. Esistono inoltre forme di psicoterapia psicodinamica breve.
In generale, la terapia psicodinamica dei vari orientamenti psicoanalitici prevede una stretta relazione tra psicologo psicoterapeuta e paziente, grazie alla quale si cerca di esplorare la struttura dei conflitti responsabili dei sintomi. Lo psicologo psicoterapeuta assiste il paziente nella rielaborazione dei conflitti interiori, permettendo una miglior gestione degli effetti provocati da questi. La Psicoterapia psicodinamica richiede un periodo medio-lungo per potersi sviluppare in maniera adeguata (da 2 a 3 anni, con incontri regolari una o due volte alla settimana, ma la frequenza resta comunque variabile anche nel corso della terapia).
Il trattamento, da un punto di vista tecnico, consiste nell'attivare una terapia analitica con un setting rigoroso, al fine di favorire lo sviluppo del transfert, cioè l'attualizzazione di schemi relazionali pregressi nel qui ed ora della relazione clinica che viene a stabilirsi tra paziente e terapeuta; nel processo di transfert il soggetto attiva una rappresentazione inconscia di stili relazionali primari, a volte correlati alle difficoltà che ha riscontrato.
L'interpretazione del transfert, del controtransfert (ovvero delle reazioni emotive dell'analista a certi processi del paziente), delle libere associazioni e di altro materiale personale (ad esempio, comportamenti, patterns relazionali, sogni, etc.) durante le sedute cercherà di favorire l'elaborazione delle cause più profonde dei conflitti, per permettere al paziente di assumere maggiore consapevolezza e poter modificare i propri stili relazionali, o al fine di ottenere una parziale ristrutturazione del proprio Sé, in modo che sia il più funzionale possibile all'adattamento alla vita sociale e relazionale, e mitigando gli eventuali sintomi psicopatologici.
Al suo interno si è sviluppato anche un approccio definito di psicoterapia dinamica breve, con maggiore delimitazione temporale ed una più esplicita focalizzazione sui sintomi.

### Psicoterapia adleriana (o individualpsicologica)
La psicoterapia adleriana è una psicoterapia psicodinamica basata sugli assunti della Psicologia individuale di Alfred Adler secondo la quale:
1) il comportamento umano è espressione di un progetto, solo in parte cosciente, teleologicamente orientato al perseguimento di una maggiore stabilità e sicurezza;

2) le relazioni interpersonali sono parte costitutiva della vita psichica: non è possibile studiare l'uomo, "essere sociale", come soggetto a sé stante, ma solo all'interno del suo contesto sociale

3) il comportamento e le sue manifestazioni, consce ed inconsce, sono determinate dallo "stile di vita", impronta "unica ed originale", che caratterizza il modo di essere, i pensieri, le opinioni, le emozioni, i sentimenti.
Lo stile di vita, strutturato fin dalla prima infanzia attraverso un graduale processo di selezione ed adattamento dinamico, è lo schema interpretativo adottato per definire se stessi, il mondo e le modalità della relazione con l'ambiente secondo una considerazione del tipo: "Io sono così, il mondo è così, perciò....". La deduzione raggiunta filtra e condiziona ogni acquisizione successiva: omnia ex opinione suspensa sunt!
Per comprendere lo stile di vita occorre acquisire dati su quanto il soggetto ricorda dell'infanzia e della sua relazione con i membri del nucleo familiare, con i compagni di scuola e di gioco, con altre figure significative. La selettività della memoria consente di decifrare l'opinione che ha di se stesso, delle persone a lui vicine e degli eventi descritti. Il disagio psichico si manifesta quando un individuo con un'erronea opinione di sé e del mondo, tenta di difendere il proprio schema interpretativo ricorrendo a costrutti artificiosi (finzioni) improbabili ed insufficienti a garantire la soddisfazione dei bisogni.
Lo stile di vita tende a rimanere invariato per tutta la vita a meno che un evento esistenziale importante o una psicoterapia non ne modifichino i parametri. Elemento centrale della psicoterapia adleriana è la ricostruzione dello schema appercettivo attraverso cui la persona ha costruito il proprio Stile di vita: la comprensione degli errori interpretativi consente la formulazione di un nuovo progetto, più aderente alla realtà e più efficace nella realizzazione degli obiettivi. Al termine della psicoterapia, il soggetto avrà acquisito, oltre ad una conoscenza maggiore di sé e delle proprie istanze, anche un criterio per prevedere e prevenire ulteriori errori: in tal senso l'esperienza psicoterapeutica diviene anche formativa.
L'unicità e irripetibilità di ogni stile di vita fa sì che il "trattamento" di ciascun paziente preveda un certo grado di "personalizzazione": la coppia creativa, costituita dal terapeuta e dal paziente, pur nel rispetto delle indicazioni metodologiche, decreterà, per ciascun caso, le regole dell'accordo terapeutico e le modalità dell'interazione.

### Scuola cognitivo-comportamentale
Gli psicoterapeuti di indirizzo cognitivo-comportamentale, invece, adottano un punto di vista del tutto diverso, fondato su una lunga tradizione di ricerca scientifica, che inizia con i primi studi di Pavlov sui riflessi condizionati e prosegue tutt'oggi con migliaia di studi sperimentali.
Essi presumono che ciò che la psichiatria chiama "sintomo" sia l'espressione di un precedente apprendimento di schemi comportamentali, emotivi e di pensiero errati o disadattivi, derivanti da peculiari esperienze di vita del paziente, eventualmente mantenuti da un contesto interpersonale patogeno. Il soggetto che li mostra viene pertanto considerato portatore di strutture cognitive non adeguate (convinzioni), o di processi cognitivi inadatti a selezionare e ad elaborare in modo funzionale gli stimoli ambientali. Tali apprendimenti se non modificati da esperienze successive, diventano disfunzioni comportamentali, cognitive o emotive.
Lo psicoterapeuta potrà attuare, con l'aiuto del paziente, tecniche di condizionamento o decondizionamento sperimentalmente validate, se si tratta di modificare semplici reazioni (es. tics, balbuzie, enuresi, insonnia, reazioni fobiche, etc.) oppure aiutare il paziente ad acquisire comportamenti più complessi. Ciò si ottiene attraverso un'esperienza pratica o immaginativa pianificata, fino ad un livello di abilità sufficiente, dopo aver eseguito una valutazione cognitivo-comportamentale. Vengono così a modificarsi in modo diretto le risposte emozionali e gli schemi del paziente che risultavano disadattivi, e vengono sostituiti con nuovi schemi più funzionali, tramite esperienze (es. esposizione a stimoli prima evitati) e/o comportamenti di tipo nuovo (prescrizioni comportamentali).
Un esempio è l'acquisizione di nuove abilità, come più efficaci competenze comunicative, tramite il role playing o pratica recitativa. Il terapeuta può anche usare procedure di vario tipo (anch'esse codificate e validate), dal "dialogo socratico" alla ristrutturazione cognitiva, per permettere al paziente di identificare ed esaminare criticamente e quindi cambiare sia i propri processi (e strutture) cognitivi sia i propri comportamenti non funzionali ai suoi scopi.
Infine, il terapeuta può adottare specifici atteggiamenti interpersonali all'interno della relazione terapeutica, per consentire al paziente una correzione dei suoi schemi interpersonali di base. Il trattamento pertanto è costituito da procedure di tipo maieutico e psicoeducativo, mentre il cambiamento nel paziente si assume sia legato a processi di apprendimento e ristrutturazione, che avvengono a livello neurale. Una volta che il paziente si sia liberato da tutti i "sintomi" e siano stati acquisiti comportamenti alternativi, comprese le consonanti strutture cognitive, viene semplicemente eliminato il disturbo. Se il contesto ambientale è favorevole, i nuovi atteggiamenti del soggetto nonché i vantaggi dei nuovi comportamenti stabilizzeranno i cambiamenti ottenuti. Altrimenti si pianificano con il paziente delle azioni miranti a modificare il contesto ambientale, ad esempio con procedure di problem solving.
I metodi della terapia cognitivo-comportamentale comprendono dozzine di procedure, ognuna studiata per particolari tipi di problemi. Il numero di tali procedure è in continua crescita, anche grazie alla ricerca scientifica. I loro fondamenti si trovano nelle teorie socio-cognitive dell'apprendimento e in modelli teorici della psicopatologia, modelli in generale passibili di verifica sperimentale. L'efficacia di tali procedure, inoltre, è stata misurata ed in generale risulta superiore ad altri metodi. La scelta e l'applicazione delle procedure richiede comunque la collaborazione del paziente, coinvolto fin nelle prime fasi della terapia.
Alcune "sottoscuole" enfatizzano maggiormente gli aspetti comportamentali, altre quelli più cognitivi. In Italia, le prime appartengono prevalentemente al raggruppamento delle scuole AIAMC, le seconde a quello delle scuole SITCC.

### Scuola sistemico-relazionale
La psicoterapia ad indirizzo sistemico-relazionale considera la persona portatrice del sintomo "paziente designato". Tale termine sta ad indicare che il paziente è il membro del sistema-famiglia (per famiglia si intendono sia la propria che almeno le due generazioni che l'hanno preceduta), che esprime o segnala il funzionamento disfunzionale di uno o più dei sistemi di cui egli è uno dei vertici. Tale membro è "designato" dal sistema stesso, secondo una prospettiva bio-psicosociale, in quanto soggetto che esprime una modalità disfunzionale di vivere, pensare, agire. Talvolta, specialmente in casi che riguardano i bambini o gli adolescenti (ambiti in cui la terapia familiare risulta un approccio particolarmente valido), questo si manifesta sotto forma di blocco evolutivo, così che tutte le tensioni tendono a convergersi su di lui; in tal modo diviene il controllore di forze ed energie relazionali, al prezzo di gravi sentimenti di sofferenza e vissuti di disgregazione.
In questa ottica, le tecniche che si utilizzano hanno per obiettivo la modificazione delle regole del sistema, ovvero la modificazione delle modalità di comunicazione e di interazione tra i membri.
Questo approccio ebbe origine a partire da un vasto movimento di teorie e idee diffuse negli Stati Uniti durante gli anni cinquanta, in particolare le teorie della prima e seconda cibernetica. La "Scuola di Palo Alto" e il Mental Research Institute, con i loro maggiori esponenti (Gregory Bateson, Don D. Jackson, Jay Haley, Paul Watzlawick), furono i principali centri di sviluppo della terapia sistemica familiare. I terapeuti che seguono questo orientamento psicoterapeutico condividono la matrice pragmatica, di chiara origine americana, per cui il loro intervento si struttura in genere in un numero di sedute ridotte, e in tempi relativamente rapidi.
La psicoterapia ad indirizzo sistemico-relazionale si è molto diffusa in Italia e in Europa durante gli anni ottanta, in modo particolare nei servizi di salute pubblica, nel campo della patologia psichiatrica degli adulti, nella neuropsichiatria infantile, nel campo delle tossicodipendenze e negli ultimi anni anche nelle problematiche che riguardano la separazione-divorzi e le problematiche scolastiche; inoltre nell'ambito della psicologia del lavoro ha trovato importanti e significative applicazioni.
In ambito clinico, proprio in Italia è nata e si è sviluppata una delle più importanti tradizioni di ricerca sistemica, di notorietà e diffusione internazionale: il cosiddetto "Modello della Scuola Milanese", di Selvini-Palazzoli, Boscolo, Cecchin e Prata.
La terapia sistemico-relazionale coincideva, almeno all'inizio del suo sviluppo, con la terapia familiare benché oggi sia applicata molto anche a incontri individuali, mantenendo però un approccio per cui l'individuo è portavoce di un malessere esteso all'interno del suo sistema di relazioni.

### Scuola psicosintetica
La psicosintesi è un movimento psicologico di derivazione psicoanalitica, fondato agli inizi del secolo dallo psichiatra Roberto Assagioli (1888-1974) e sviluppatosi poi come indirizzo umanistico-esistenziale, vicino anche a temi transpersonali.
Gli psicoterapeuti psicosintetisti ritengono che il sintomo sia l'espressione di un allontanamento dal Sé transpersonale, il cui riflesso nel campo della coscienza è il sé o io personale. L'uomo, secondo tale approccio, ha dentro di sé l'aspirazione alla completezza e alla sintesi, e si muove nella sua vita secondo due dinamiche fondamentali, quella del conflitto tra molteplicità ed unità e quella fra passato e futuro. La terapia psicosintetica, che si basa su una prima fase di tipo analitico, procede con colloqui generalmente faccia a faccia, esercizi di disidentificazione e autoidentificazione, oltre a tecniche specifiche come le visualizzazioni per sviluppare le varie parti che compongono la personalità del paziente (subpersonalità) e armonizzarle quindi attorno al sé. Cardini della terapia sono la scoperta e lo sviluppo della volontà intesa in senso psicosintetico, e l'attenzione per la parte spirituale o transpersonale dell'individuo.
Il percorso terapeutico si snoda quindi in un percorso dove il dolore e la sofferenza viene vista come opportunità evolutiva; si passa perciò da una fase conoscitiva a una interpretativa per arrivare alla parte attivo-sintetica, mediante la quale il sé agisce attivamente sulla situazione per trasformarla o comunque accettarla.
Per la psicosintesi il rapporto terapeutico ha due scopi fondamentali: il dissolvimento o la trasformazione dello stesso, in quanto il paziente ricerca la sua autonomia e capacità di guidarsi da solo, e la guarigione esistenziale, intesa non tanto come perdita dei sintomi quanto come acquisto in salute e maturazione psichica di cui la sofferenza costituisce la naturale gestazione.

### Scuola ericksoniana
L'ipnoterapia ericksoniana è una psicoterapia che deriva dal lavoro clinico di Milton H. Erickson e basa una parte importante della sua efficacia sull'ipnosi. L'ipnosi è un metodo che viene utilizzato anche in altre psicoterapie.
L'ipnoterapia ericksoniana, o psicoterapia ericksoniana, viene definita anche come psicoterapia breve (si deve proprio a Erickson il primo uso di questa locuzione). Si basa su alcuni assunti importanti:
- il paziente è un individuo unico e pertanto unico sarà l'approccio utilizzato per curare il paziente (tailoring);
- l'inconscio di ciascun individuo è pieno di risorse per risolvere i problemi del vivere quotidiano; le persone sono considerate come capaci di autoguarirsi e autocorreggersi se riescono a farlo;
- qualche individuo ha bisogno di aiuto per correggere i propri problemi e guarire dai propri sintomi; qualche volta una persona deve prima imparare delle abilità o deve orientare la propria attenzione verso nuovi modi di vedere le cose o di pensare;
- i sintomi e i problemi comportamentali sono frutto di un'inadeguata relazione tra mente conscia e mente inconscia;
- l'attività psicoterapeutica dell'ericksoniano è principalmente orientata alla mobilitazione delle risorse presenti nel paziente e a promuovere la ripresa del proprio percorso evolutivo.

### Psicoterapia funzionale
La psicoterapia ad indirizzo funzionale si sviluppa negli anni '80 con le ricerche di Luciano Rispoli, fondatore della Scuola di Napoli, e si sviluppa con presupposti diversi dal primo funzionalismo.
La psicoterapia funzionale affronta la complessità della persona, prendendo in considerazione tutti i fenomeni che la riguardano, sia mentali che corporei. Quello che si ammala non è il corpo o la mente, ma l’intero organismo; non ci sono, quindi, disturbi solo psichici o solo somatici, né possiamo più dire che i disturbi somatici sono il riflesso di problemi e conflitti psichici. 
Squilibri, problemi e difficoltà nella vita, e le stesse malattie fisiche e psichiche sono riconducibili tutti ad alterazioni e carenze dei funzionamenti di fondo, vale a dire quei meccanismi psicofisiologici e psicobiologici che sono alla base di comportamenti, pensieri, emozioni, atteggiamenti, gesti e movimenti; funzionamenti studiati e approfonditi dal neo-funzionalismo. Infatti, nella psicoterapia funzionale la diagnosi è la valutazione precisa del funzionamento complessivo del soggetto sui vari piani del Sé e, soprattutto, di come si sono andate conservando o alterando le esperienze di base(funzionamenti in età evolutiva) nella vita dei pazienti. 
La diagnosi, quindi, non è né sui sintomi né sui comportamenti, ma è sui funzionamenti di fondo del soggetto, calibrata specificamente sulla persona con la sua storia, la sua unicità, la sua configurazione del Sé. Viene esaltata l'unicità del quadro funzionale di ogni singolo individuo e al contempo anche la scientificità della rappresentazione, che permette di paragonare una situazione all’altra, di inquadrare le vicende singolari in una più ampia vicenda generale. 
È possibile realizzare diagnosi precoci predittive, poiché si valutano i disfunzionamenti già esistenti prima dell’insorgere di vere e proprie patologie.
In una psicoterapia che integra corpo e mente emergono fenomeni intensi che riguardano vari livelli anche corporei, vengono recuperate sensazioni interne relative ad epoche molto precoci della vita dei pazienti. E questo perché il cambiamento non riguarda solo il cognitivo e le emozioni, ma anche sistemi psicofisiologici e neurobiologici (sistemi integrati). 
Le modalità stesse di intervento, le tecniche utilizzate si rivolgono il più possibile a tutti i piani psico-corporei che costituiscono il Sé (i vari sistemi integrati), perché nel momento in cui si producono disfunzioni, alterazioni, patologie, i vari piani del Sé tengono a disconnettersi tra di loro e a rimanere chiusi in cortocircuiti senza più corrispondere alle condizioni esterne. Posture croniche ripetitive - ad esempio - tensioni muscolari continuativamente elevate, respiro toracico cronico, neurotrasmettitori che tendono alla attivazione anche quando non è necessario, possono essere modificati efficacemente con un intervento diretto non alla sola consapevolezza o al piano emotivo, ma a tutti i piani psico-corporei. La psicoterapia funzionale, dunque, recupera i funzionamenti di fondo che si erano persi o alterati (cioè le esperienze basilari del Sé ostacolate nello sviluppo evolutivo del soggetto). 
Il processo in psicoterapia funzionale si sviluppa per fasi sequenziali (seguendo un preciso progetto terapeutico centrato sul paziente), nelle quali si modifica sia la relazione terapeutica stessa sia ciò che accade in terapia.
Per il neo-funzionalismo il processo terapeutico è costituito da una narrazione storica (rappresentata dall’unicità di ciò che accade tra quel paziente e quel terapeuta), e una narrazione scientifica (rappresentata da nodi del processo terapeutico, uguali e regolari in ogni terapia). I cambiamenti non avvengono casualmente ma secondo degli andamenti precisi, determinate leggi, secondo un’evoluzione di tipo modulato.
La terapia funzionale può essere definita “direttiva”, poiché il terapeuta, nelle fasi iniziali, assume totalmente la responsabilità dell’andamento della relazione terapeutica, prende pienamente in carico il paziente, dal momento che questi non conosce i processi terapeutici e non può stabilire quello che è utile e quello che non lo è; e dunque non può che affidarsi. Il paziente deve poter fare il suo “mestiere di paziente”; per cui non si parla più di resistenze ma di ovvie impossibilità a modificare il proprio comportamento su un determinato piano funzionale; è, quindi, il terapeuta che, prendendosi in carica la relazione, deve sapere verso quale direzione ed in che modo portare il paziente a recuperare i funzionamenti carenti superando le impossibilità prima esistenti.
Il terapeuta è un Sé ausiliario che guida il paziente verso una nuova strada con la sua presenza attiva ed il suo supporto, attraverso l’uso della voce, della prossemica e dei movimenti. È, inoltre, il genitore nuovo, un genitore positivo che, con empatia e vicinanza, incoraggia, stimola e aiuta il paziente ad avere una nuova possibilità, per rivivere positivamente le esperienze di base che hanno subito alterazioni o sono rimaste chiuse nel corso della sua vita.
La psicoterapia funzionale si occupa della salute dell'uomo in tutte le sue sfaccettature, anche nelle complicate malattie psicosomatiche e nei disturbi psichiatrici. Per il funzionalismo, infatti, non c'è la "malattia", ma esiste un organismo che si altera nei suoi funzionamenti di fondo neuronali, neurovegetativi, neuroendocrini, emotivi, immaginativi, cognitivi, sensoriali, motori, posturali. 

### Psicoterapia transpersonale
La psicoterapia transpersonale si occupa dell’esperienza umana integrale che si definisce come il dialogo partecipativo tra Io e il mondo, inteso come un processo evolutivo graduale scandito dal principio archetipico e unificante del Sé, sano per definizione e in grado di organizzare il processo verso il benessere, l'unità, l'armonia, l'integrazione e la realizzazione.
La Psicoterapia Transpersonale si muove nella direzione di un dialogo tra le strutture conservative dell’io e le spinte innovative del Sé, verso un ritrovato equilibrio tra spontaneità e controllo.
Lo psicoterapeuta transpersonale accompagna il cliente attraverso pratiche transpersonali derivate da antiche discipline spirituali fondate sulla meditazione o sulle nuove metodologie delle psicoterapie esperienziali.
Lo psicoterapeuta, attraverso pratiche investigative del profondo e attraverso mappe e modelli psicodinamici del Sé, può portare il cliente a riconoscere, all'interno della fenomenologia del contenuto della propria Psyché, strutture di processi espressione di sub personalità, cioè di stereotipi, aspetti dell'ombra non integrati nel Sé; allo stesso modo, il terapeuta può aiutare a riconoscere le espressioni di qualità elevate, che sono espressioni di emergenze archetipiche super-coscienti, transpersonali. La consapevolezza e il dialogo maieutico consentono l'integrazione di parti diverse.
Lo psicoterapeuta transpersonale legge le esperienze di vita come dei processi che attraverso i loro contenuti rivelano delle strutture, cioè delle regolarità riconoscibili (ad esempio da comportamenti disfunzionali, da errate abitudini, da convinzioni limitanti, in una parola il carattere) e modificabili con un intervento adeguato in grado di liberarne le potenzialità evolutive in esse contenute.
La psicoterapia transpersonale opera per favorire la capacità del paziente di ascoltare e osservare, di creare le condizioni per vivere qui e ora, in questo modo accedere alle risorse e alle qualità del Sé, nonché alle dimensioni intuitive della coscienza, in grado di riconoscere gli attaccamenti alla propria storia personale e le identificazioni dell’Io. Favorisce anche l'emergere di nuove immagini del Sé, in grado di ricevere, integrare e gestire le trasformazioni avvenute durante il processo terapeutico d’individuazione.
La psicoterapia transpersonale intende procedere sulle tracce degli approcci psicodinamici, comportamentali e umanistici che l’hanno preceduta, affiancando all’indagine dell’inconscio, alla correzione di mappe cognitive obsolete e allo sviluppo delle potenzialità umane l’esplorazione di nuove aree come le esperienze pre-natali e perinatali e le dimensioni super-consce dello spirito, connesse con gli stati transpersonali della coscienza.
Per i teorici transpersonali in genere, l'assenza di malattia, la normalità, o la razionalità, non sono considerate come la condizione finale dello sviluppo umano, ma rappresentano un limite al pieno compimento, alla realizzazione del Sé.
Carattere, tratti di personalità e categorie psicopatologiche, in quanto blocchi nello sviluppo evolutivo, descrizioni di modalità specifiche di negazione del Sé e distanza dalla propria vera natura, definiscono posizioni che contengono il seme della trasformazione, le indicazioni del processo evolutivo; un processo sostenuto e promosso dalle istanze più profonde e più alte, dall'archetipo unificante del Sé.
La specificità e l'innovazione dell'approccio psicoterapeutico possono essere sintetizzati nelle seguenti caratteristiche: Integrazione, Espansione, Connessione, Circolarità, Altezza e profondità, Saggezza, Disidentificazione.
Esistono varie psicologie transpersonali che presentano modelli psicoterapeutici transpersonali attribuibili a matrici comuni che rispettano l'intero spettro dell'esperienza umana, trattando sia la maggior parte delle tematiche tradizionalmente considerate importanti nella psicologia occidentale che gli argomenti specifici dell'approccio transpersonale.

### Altre forme di psicoterapia
- Psicoterapia umanistica
- Psicoterapia interpersonale
- Psicoterapia cognitiva post-razionalista
- Psicoterapia della Gestalt
- Psicoterapia Analitico Transazionale
- Psicoterapia RET - REBT
- Psicoterapia breve
- Psicoterapia di gruppo
- Psicoterapia con la procedura immaginativa
- Psicoterapia corporea

## Casi di applicazione
I problemi oggetto di intervento dello psicoterapeuta vanno dal generico disagio esistenziale senza una sintomatologia psicopatologica manifesta, alle forme di disturbi più clinicamente strutturati (dalle strutturazioni e sintomatologie nevrotiche a quelle dei disturbi di personalità), fino all'intervento psicoterapeutico nelle più gravi forme di psicosi (psicopatologia con interpretazione delirante della realtà, spesso con allucinazioni uditive, visive o tattili).
Possono essere affrontati fenomeni sintomatici quali l'ansia, la depressione, il disturbo bipolare, le fobie, le ossessioni, i disturbi del comportamento alimentare - anoressia e bulimia - e della sfera sessuale, il comportamento compulsivo, l'abuso di sostanze (alcol, droghe, farmaci ecc.) (i cosiddetti "disturbi di asse I del DSM"); in psicoterapia è possibile affrontare anche i disturbi della personalità ("disturbi di asse II del DSM"), le forme di disagio personale non psicopatologicamente strutturato (difficoltà relazionali, affettive, interpersonali), ed i fenomeni relazionali complessi quali il mobbing, il conflitto coniugale ed altri.
Lo psicoterapeuta si può occupare anche della riabilitazione di soggetti con disturbi psichiatrici e della riabilitazione di soggetti tossicodipendenti, sia all'interno di strutture sanitarie pubbliche (per esempio i CSM, Centri di Salute Mentale per i soggetti psichiatrici, e i SERT (Servizi Tossicodipendenze) nel caso delle tossicodipendenze), all'interno di Comunità Terapeutiche che possono essere sia pubbliche o private, o infine presso un ambulatorio o studio professionale privato.
Storicamente, alcune scuole di psicoterapia si sono focalizzate maggiormente su particolari sintomatologie o determinate aree di intervento, come nel caso dell'indirizzo psicoanalitico tradizionale con la sua attenzione (anche se non esclusiva) alle cosiddette nevrosi (ansia, depressione, fobie, ossessioni) ed ai disturbi di personalità.
Altri, come il caso dei terapeuti cognitivo-comportamentali, si sono orientati maggiormente al trattamento di disturbi da stress, depressione, fobie, disturbi ossessivo-compulsivi, disturbi sessuali, alimentari, del sonno e dipendenze patologiche.
Altri ancora, come i terapeuti familiari sistemico-relazionali, si sono occupati in particolar modo (ma non esclusivamente) dei disturbi della condotta alimentare come anoressia e bulimia negli adolescenti, dei conflitti familiari, delle difficoltà di coppia, di disturbi di area evolutiva a matrice familiare, ecc.

## Efficacia dei diversi orientamenti psicoterapeutici
La ricerca sull'efficacia della psicoterapia ha avuto un grande sviluppo negli ultimi 60 anni. Con la pubblicazione delle registrazioni di tutte le sedute di una psicoterapia, Carl Rogers (1942, 1957) generò un gran fermento nel campo della ricerca in questo settore, sollecitando lo studio a livello fenomenologico dell'interazione di un terapeuta con un determinato cliente, e postulando l'esistenza di condizioni necessarie e sufficienti per la promozione del cambiamento, comuni a tutti i paradigmi psicoterapeutici.
Molti anni dopo, Smith, Glass e Miller (1980), con l'adozione dello strumento metodologico della metanalisi, che permette di comparare protocolli di ricerca diversi tra loro, hanno aperto un altro fecondo territorio all'indagine empirica sui comuni denominatori in psicoterapia.
Tuttavia le metanalisi non sono, ovviamente, in grado di dare risultati totalmente generalizzabili, vista la specificità di ogni singolo paziente; è possibile prendere comunque le metanalisi comparative tra i vari orientamenti come linee guida per una generica valutazione di efficacia statistica (che non implica validità nel singolo caso). I risultati delle metanalisi condotte negli ultimi quarant'anni rivelano un tasso medio di efficacia lievemente superiore per i trattamenti a orientamento cognitivo-comportamentale ed a orientamento psicodinamico breve rispetto ad altri; in particolare alcuni studi hanno evidenziato un'efficacia maggiore per le terapie a orientamento cognitivo-comportamentale, mentre alcune metanalisi hanno dimostrato l'efficacia della psicoterapia dinamica breve.
Questi ultimi studi hanno preso in considerazione la terapia dinamica breve e non quella classica, o quella psicoanalitica, in quanto queste ultime durano generalmente anni anziché i pochi mesi della terapia breve, e quindi è più difficile valutarne i risultati in modo rigoroso; inoltre, essendo meno standardizzate rispetto ad altre terapie, l'efficacia è più variabile da terapeuta a terapeuta. Tuttavia va ricordato che le terapie dinamiche classiche di lunga durata e la psicoanalisi si pongono anche altri obiettivi, rimanendo valide per quei pazienti che ne necessitano.
Altri risultati di interesse sono quelli del Depression Collaborative Research Program, che hanno dimostrato che, nel trattamento della depressione, la psicoterapia cognitivo-comportamentale risulta efficace almeno quanto gli psicofarmaci. Il risultato prende in considerazione la rapidità della rimozione del sintomo ed il mantenimento dell'efficacia nel tempo (esiguità di ricadute). I farmaci risultano più efficaci per le depressioni più gravi. Altri studi più recenti hanno esteso questi risultati anche ad altri tipi di disturbi.

### Prove dell'efficacia della psicoterapia tramite metodi di neuroimaging
Una serie di recenti studi hanno dimostrato l'efficacia della psicoterapia, in particolare quella cognitivo-comportamentale, anche tramite metodi di neuroimaging.
Gli studi sperimentali si sono avvalsi delle attuali metodiche di visualizzazione in vivo del cervello, che sono la Tomografia ad emissione di positroni (PET) e la risonanza magnetica funzionale (fMRI). Sono stati esaminati gruppi diversi di pazienti, affetti da disturbo ossessivo-compulsivo, da fobia specifica o sociale, ed altri con disturbi depressivi maggiori o schizofrenici. Tra questi studi, Schwartz et al. hanno provato a confrontare l'efficacia dell'approccio psichiatrico attraverso psicofarmaci e la psicoterapia cognitivo-comportamentale, sia sul piano biologico che su quello comportamentale.
I ricercatori hanno rilevato che la psicoterapia apporta significativi cambiamenti nell'attività funzionale cerebrale dei pazienti, e tali modificazioni sono strettamente correlate al miglioramento clinico. Tali cambiamenti, inoltre, riguardano l'attività funzionale delle aree, sia corticali sia sottocorticali, implicate nella specifica patologia, e non altre aree.
Ma ciò che è veramente suggestivo è che la ricerca ha dimostrato che sia la psicoterapia che il farmaco sono entrambi efficaci nella cura delle diverse patologie psichiatriche, generando entrambe un efficace miglioramento clinico: entrambe le modalità di trattamento modificano l'attività neuronale, spesso delle medesime aree del cervello, ed inducendo anche cambiamenti nella stessa direzione di alcuni parametri biologici..
In tutte le psicoterapie risultati migliori si ottengono tanto maggiore è l'alleanza terapeutica o fiducia tra paziente e terapeuta stesso.

## Legislazione e accesso alla formazione specialistica

### In Europa

#### Austria
In Austria hanno accesso alla formazione specialistica i laureati e i professionisti di tutte le aree umanistiche, sociali e sanitarie. Lo Stato garantisce l'istituzione e la conduzione di un Propedeutico biennale interuniversitario, accanto a quelli condotti da singole Università pubbliche o private. Inoltre esistono da tempo masters in scienze psicoterapeutiche (PTW) e il cosiddetto Propedeutikum equivalenti a quelli in psicologia, ma maggiormente orientati alla pratica clinica. I diplomati in psicoterapia possono accedere alla libera professione iscrivendosi alla Camera degli psicoterapeuti non medici.

#### Francia
In Francia valgono come condizione d'entrata, accanto ai master di psicologia e medicina, anche quelli in scienze psicoanalitiche ed in scienze psicoterapeutiche. Terminata la formazione si può accedere all'albo nazionale dei terapeuti.

#### Germania
In Germania possono esercitare la psicoterapia infantile oltre agli psicologi anche i laureati in pedagogia o scienze dell'educazione previa formazione specialistica in psicoterapia. A formazione conclusa si accede all'una o all'altra Camera degli psicoterapeuti: bambini-adolescenti o adulti.

#### Italia
In Italia l'articolo 3 della legge 18 febbraio 1989 n. 56 in materia di "Ordinamento della professione di psicologo", stabilisce che l'esercizio dell'attività psicoterapeutica, in ambito pubblico o privato, è riservata a laureati in psicologia o medicina e chirurgia iscritti nei rispettivi albi; per tale attività la Legge prevede una formazione professionale da acquisire, dopo il conseguimento della laurea e dell'iscrizione all'Ordine, mediante corsi di durata almeno quadriennale presso scuole di specializzazione universitarie, o - a titolo oneroso - presso Scuole private autorizzate ("riconosciute") dal MIUR (Ministero dell'università e della ricerca) attraverso un'apposita Commissione Ministeriale.
In deroga a quanto previsto dall'art. 3 della L. 56/89, i medici specialisti in psichiatria o neuropsichiatria infantile possono richiedere l'annotazione nell'elenco degli psicoterapeuti del proprio Ordine indipendentemente dall'aver effettuato la scuola di specializzazione in psicoterapia. Lo stesso vale, in virtù del D. M. del 24/07/06, per gli Psicologi specialisti presso le scuole di specializzazione di area psicologica. Nessuna norma di legge stabilisce comunque cosa sia la psicoterapia e di cosa si possa occupare. La norma indica che il professionista medico ed il professionista psicologo rilasciano entrambi prestazioni riconosciute come sanitarie, ovvero ascrivibili a diagnosi, cura e riabilitazione nel proprio ambito di competenza.
Varie sentenze della Corte di Cassazione ribadiscono la natura sanitaria dell'attività psicoterapeutica, essendo essa caratterizzata dal "fine di guarire" e "diretta alla guarigione da vere e proprie malattie".
Lo psicologo, nella sua prassi clinica, elargisce quindi prestazioni sanitarie rivolte alla cura della persona, al sostegno psicologico, e al trattamento dei disturbi mentali. Ciò che differenzia per la norma è lo strumento sanitario utilizzato; lo psicologo, ai sensi della già citata L. 56/89 art. 1, utilizza tutti gli strumenti conoscitivi e d'intervento in ambito psicologico.
L'attività di intervento psicologico è quindi riservata alla psicologo, così come l'attività di intervento medico-chirurgico è riservata al medico-chirurgo. La norma, art. 3 L. 56/89, in quanto legge che regola la professione di psicologo, spiega infatti che lo psicologo, anche qualora fosse psicologo psicoterapeuta, non potrebbe comunque curare con mezzi riservati ai medici (ad es., farmaci).
Di fatto la psicoterapia non è l'unica forma di intervento in situazioni legate a disagio psichico o disturbi mentali.
L'intervento psicologico-clinico è infatti l'insieme degli interventi psicologici rispetto ai disturbi, problemi e disagi psichici, relazionali e psicosociali, effettuati attraverso strumenti diagnostici, conoscitivi e d'intervento di ambito psicologico; mentre la più ristretta area della psicoterapia è una sola di tali forme di intervento, che non esaurisce tutti gli strumenti d'intervento psicologico ai quali è abilitato lo psicologo, indipendentemente dall'essere anche psicoterapeuta.

#### Svizzera
In Svizzera ogni master in scienze umane e sociali consente l'accesso alla formazione specialistica a seguito di una formazione complementare di livello universitario nelle materie rilevanti per la psicoterapia. Accanto alle Università esiste però il master in psicologia applicata delle Scuole universitarie professionali (SUP), maggiormente aperte ad accessi trasversali e attente ad integrare la teoria con la pratica in ambito pubblico e privato. Infine Politecnici federali e Scuole universitarie professionali (SUP) stanno studiando come attivare dei masters in scienze psicoterapeutiche (SPT). Nel 2013 è entrata in vigore la nuova Legge federale sulle professioni psicologiche (LPPsi), che limita l'accesso alla formazione ai soli laureati in psicologia a partire dal 1. aprile 2013 e quello al titolo federale ed al libero esercizio a partire dal 1. aprile 2018. Rimane tuttavia garantito il diritto all'innovazione accademica.